# Самозарядное ружьё
Самозарядное ружьё — ружьё, осуществляющее процесс перезаряда с использованием энергии пороховых газов, отдачи ствола или инерции для подачи патрона из магазина в патронник. Для каждого выстрела стрелку необходимо нажимать спусковой крючок.
Многие самозарядные ружья позволяют использовать и иные способы перезаряжания, например, при помощи помпы.

## Образцы самозарядных ружей
- Akdal MKA 1919
- Armsel Striker-12
- МР-153
- Benelli M4 Super 90
- Beretta AL391
- Beretta Xtrema 2
- Browning Auto-5
- Daewoo USAS-12 (гражданский вариант)
- Franchi SPAS-12
- Franchi SPAS-15
- High Standard Model 10
- Ithaca Mag-10
- МЦ 21-12
- Mossberg 930
- Remington 1100
- Remington Model 11-87
- Remington Model SP-10
- Сайга-12
- Вепрь-12 Молот
- Weatherby SA-08